# Gmina związkowa Stromberg
Gmina związkowa Stromberg (niem. Verbandsgemeinde Stromberg) − dawna gmina związkowa w Niemczech, w kraju związkowym Nadrenia-Palatynat, w powiecie Bad Kreuznach. Siedziba gminy związkowej znajdowała się w mieście Stromberg. 1 stycznia 2020 gmina związkowa została połączona z gminą związkową Langenlonsheim tworząc nową gminę związkową Langenlonsheim-Stromberg.    

## Podział administracyjny
Gmina związkowa zrzeszała dziesięć gmin, w tym jedną gminę miejską (Stadt) oraz dziewięć gmin wiejskich (Gemeinde):
1. Daxweiler
2. Dörrebach
3. Eckenroth
4. Roth
5. Schöneberg
6. Schweppenhausen
7. Seibersbach
8. Stromberg, miasto
9. Waldlaubersheim
10. Warmsroth